# V381 Возничего
V381 Возничего (лат. V381 Aurigae) — одиночная переменная звезда в созвездии Возничего на расстоянии (вычисленном из значения параллакса) приблизительно 6157 световых лет (около 1888 парсеков) от Солнца. Видимая звёздная величина звезды — от +14,8m до +13,7m.

## Характеристики
V381 Возничего — красный гигант, углеродная пульсирующая полуправильная переменная звезда (SR:) спектрального класса C(N). Радиус — около 61,1 солнечных, светимость — около 608,912 солнечных. Эффективная температура — около 3581 K.